# 栃木県護国神社
栃木県護国神社（栃木縣護國神社）（とちぎけんごこくじんじゃ）は、栃木県宇都宮市にある神社（護国神社）であり、境内には護国会館がある。
明治維新、日清戦争、日露戦争、大東亜戦争などの戦没者や警察、消防、自衛隊の殉職者などの旧宇都宮藩、栃木県関係の戦没者55,361柱を祀る。
天皇・皇后が日本全国で唯一公式に親拝している護国神社で、世界平和と人類共存を祈る神社とされている。大東亜戦争後、海外各戦地の慰霊巡拝を国籍や当時の敵味方の区別なく永年に亘って継続しており、皇族や神社本庁とも所縁が深く、天皇・皇后が親拝した時の写真が本殿正面左右上方に掲げられている。
なお、本殿手前には、船村徹が寄贈した大日本帝国海軍の零式艦上戦闘機の模型が展示されている。

## 歴史
明治5年（1872年）、戊辰戦争に殉じた宇都宮藩藩主戸田忠恕および藩士96柱の合計97柱を宇都宮市馬場町字表尾山に祀った宇都宮招魂社が起源である。以降、栃木県出身の戦没者、殉職警察官、殉職消防士らの殉死者を合祀している。昭和14年（1939年）、内務省令により内務大臣指定護国神社となり、栃木県護国神社と改称し、翌年の昭和15年（1940年）には現在地に遷座し、殉職自衛官の殉死者も合祀している。
昭和22年（1947年）に彰徳神社と改称したが占領軍が去った昭和28年（1953年）に栃木県護国神社と改復称した。
平成8年（1996年）7月25日には天皇のたっての希望により、天皇・皇后が境内敷地入口にある大鳥居から本殿までを自ら歩き、公式に親拝している。
平成22年（2010年）3月18日、シイの巨木の移植が行われた。当社が昭和15年に現在地に遷座した際に境内南側の敷地に植えられたもので、県道70号線の拡張工事のために伐採される予定であったが、保存を望む声が高まり大鳥居の左側に移植されることになった。
平成22年4月11日、第39回元満州開拓青年義勇隊慰霊祭が境内の慰霊碑前で行われた。昭和47年（1972年）から元満州開拓義勇隊県同志会の主催により毎年行われてきたが会員の高齢化により継続が難しくなっていた。翌年以降は毎年4月に自由参拝の形式で行われることになった。
平成22年8月14日、大東亜戦争末期に爆弾を積んだ飛行機や人間魚雷「回天」などで敵艦突入を命じられ特攻に出撃して戦死した20歳前後の特攻隊員たちを慰霊し語り継ごうと境内に顕彰碑「特攻勇士の像」が建立された。

## 年中行事
- 歳旦祭（1月1日）
- 初詣（1月1日 - 1月31日）
- 祈年祭（2月17日）
- 例祭（4月28日）
- 戦没者追悼平和祈年祭（8月15日）
- 七五三祭（11月15日前後）
- 新嘗祭（11月23日）